# Alaquàs
Alaquàs (în valenciană: Alakwas; în spaniolă: Alacuás) este un oraș și municipiu spaniol situat în partea centrală a regiunii Huerta Oeste, în provincia Valencia. Face parte din aria metropolitană a Valenciei. Numărul locuitorilor era de 29 964 în anul 2014.

## Etimologie
Denumirea “Alaquàs” provine din arăbescul الأقواس (al-aqūās), care înseamnă “arcele” sau “arcadele”. Nu se știe cu certitudine la care arce face referire numele, dar s-a speculat îndelung asupra faptului că ar putea fi vorba despre arcele canalului care conduce apa dinspre Manises sau despre niște arce construite deasupra râpei din Torrente. O a treia posiblitate, mai puțin probabilă, face referire la arcadele castelului musulman antic. De la recucerirea creștină până în perioada modernă, denumirea apare citată foarte des ca și Alaquaz.

## Geografie fizică
Situat la 42 m altitudine și cu o arie de 3,9 km², se află în Huerta de Valencia, la 7 km de estul capitalei provinciei și face parte din regiunea Huerta Oeste. Municipiul are o formă alungită dinspre est spre vest, care cuprinde o zonă de livadă în extrema orientală, irigată de apele canalului Benàger, până la o zonă seacă în extrema occidentală. Rețeaua sa urbană și cea a Aldayei sunt conectate în totalitate. 

## Istorie
Cu toate că s-au găsit niște vestigii, cum ar fi monede din epoca imperială și câte o placă comemorativă, nucleul orașului Alaquàs este un cătun de origine musulmană. Jaime I l-a predat în 1238 și l-a oferit lui Bernat de Castellnou în data de 4 iulie a anului respectiv. Acesta a dat cătunul în schimbul altor bunuri, lui Ponç Soler, căruia i-a fost confiscat mai apoi, revenind Coroanei. În orice caz, în 1319, Joan Escrivà a cumpărat stăpânirea asupra cătunului, care apoi a ajuns la Vilaragut și în secolul al XV-lea, la Agular. În 1520, datorită faptului că Alaquàs nu s-a unit cu revolta Germanias, a primit titlul de oraș. 
În 1557, Felipe II a creat comuna Alaquàs, a cărui domn era Luis Pardo de la Casta. Aceasta este persoana care a inițiat construirea castelului din Alaquàs deasupra fortificației musulmane anterioare. Mai târziu, comuna a aparținut marchizilor lui Manfredi și apoi, baronului de Bolbaite. 

## Politică
| Lista primarilor, începând cu anul 1979 |                                                      |           |
| Mandat                                  | Primar                                               | Partid    |
| 1979-1983                               | Albert Taberner                                      | PCE       |
| 1983-1987                               | Francisco Tàrrega                                    | PSPV-PSOE |
| 1987-1991                               | Francisco Tàrrega                                    | PSPV-PSOE |
| 1991-1995                               | Adrià Hernández                                      | PSPV-PSOE |
| 1995-1999                               | Adrià Hernández                                      | PSPV-PSOE |
| 1999-2003                               | Jorge Alarte Gorbe                                   | PSPV-PSOE |
| 2003-2007                               | Jorge Alarte Gorbe                                   | PSPV-PSOE |
| 2007-2011                               | Jorge Alarte Gorbe Elvira García Campos (desde 2009) | PSPV-PSOE |
| 2011-2015                               | Elvira García Campos                                 | PSPV-PSOE |
| 2015-                                   | Elvira García Campos                                 | PSPV-PSOE |

## Demografie
| Evoluția demografică a Alaquàs |      |      |      |      |      |      |      |      |      |       |       |       |       |       |       |       |
|                                | 1857 | 1887 | 1900 | 1910 | 1920 | 1930 | 1940 | 1950 | 1960 | 1970  | 1981  | 1991  | 2000  | 2005  | 2010  | 2015  |
| Populație                      | 1846 | 2062 | 2370 | 2672 | 2765 | 3276 | 3753 | 4332 | 8116 | 19639 | 23550 | 24107 | 26939 | 29695 | 30270 | 29838 |

## Economie
În 2008, Alaquàs era o localitate care se ocupa în principal cu industrie (45% din locuitori) și cu servicii (53%). Agricultura, cu mai puțin de 2% din cetățeni, era un sector rezidual. În 2008, erau 134 ha de teren irigat, dedicat în special citricelor (99%) și culturilor de ierboase. 
Specializarea în cărămizi și ulcioare a deschis calea industriei lemnului (mobilă), la fabricarea produselor din metal și la industria alimentară. Pământul industrial ocupa 160 ha, împărțite între El Bovalar (32 ha, în est), Els Mollons și alte enclave izolate. Distribuția sectoarelor companiilor în anul 2008 era în felul următor: 59% în sectorul industrial, 24% în serviciile companiilor, 9% în serviciile pentru consumatori, 3% în produsele alimentare și 4% în alte servicii.  

## Patrimoniu

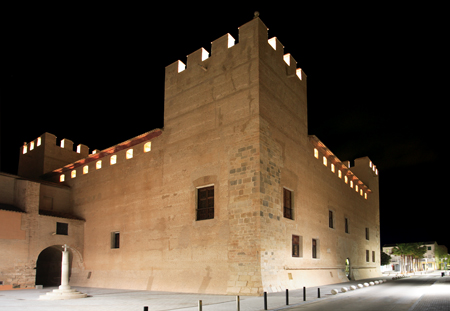
Castelul din Alaquàs

- Castelul din Alaquàs Castelul-palat din Alaquàs (Castillo-palacio de Alacuás în spaniolă sau Castell-palau d- Alaquàs în valenciană): de asemenea denumit Castelul celor patru tauri sau Palatul Aguilar (Castillo de las Cuatro Torres; Palacio de los Aguilar). Construirea acestuia a fost inițiată (probabil deasupra unei construcții care făcea parte din centura de apărare a capitalului) de către Luis Pardo de la Casta, primul conte din Alaquàs, în 1582. Este o clădire dreptunghiulară, de aproximativ 40 m lungime, cu 4 turnuri în cele 4 colțuri, fiecare de câte 25 de metri înălțime (unul reconstruit) și cu o curte interioară, accesibilă printr-o poartă masivă. A fost declarat monument istorico-național în 1918, după o tentativă de distrugere, iar mai apoi a fost restaurat de mai multe ori, începând cu anul 1940.

- Biserica de la Asunción (Iglesia de la Asunción): este unită de castel, iar construcția acesteia, în forma sa actuală, datează din 1649, deși prezintă anumite detalii gotice. Este o clădire cu o singură navă, absidă poligonală și capele laterale deschise la contraforturi. Decorul cu țigle din secolele XVII sau XVIII și altarul principal (1597) sunt cele mai interesante, împreună cu niște lucrări de la școala Juanilor din Valencia (Juanes de Valencia).

- Biserica Fecioarei del Olivar (Iglesia de la Virgen del Olivar în spaniolă și Església de la Mare de Déu de l'Olivar în valenciană): este, într-adevăr, templul unei vechi mănăstiri, care până în 1537 a fost a dominicanilor și care, în 1887, se spune că ar fi fost ocupată de către călugărițele oblatas. Este o clădire cu o singură navă, cu capele laterale și adăpostește imaginea patroanei orașului, Fecioara del Olivar. Centrului istoric îi este adăugată suburbia del Convento înspre vest.

## Urbanism
Centrul istoric al Alaquàs este situat la capătul estic al municipiului. Cea mai veche parte este structurată în jurul piețelor Constituției, del Santisimo, de Olleros și de San Roque și de asemenea în jurul străzilor Mazor, San Miguel, Valencia și Los Benlliure. Dintre clădirile cele mai notabile, castelul-palat din Alaquàs și biserica de la Asunción sunt în frunte. 
În jumătatea sudică și în extrema estică a orașului, porțiunea adoptă o formă mai ordonată și geometrică. Principalele rute pe care sunt structurate actualele cartiere ale Alaquàs sunt vechile străzi Valencia (avenida de Blasco Ibañez), strada nouă din Torrente (avenida de Pablo Iglesias-Ausiàs March) și cea veche (Camino Viejo), drumul vechi din Turis (calle de Cuenca) și drumul vechi din Aldaya (spre nord).  

## Cultură

### Festivaluri
Se sărbătoresc de la finalul lunii august până la începutul lui septembrie. Printre evenimentele principale, se află Correfuegos, Maurii și Creștinii, Supraînălțarea de la Carxofa și la Corda. Alaquàs are 11 comisii de falleras și premii proprii. 
Fiesta del Porrat: recuperată recent, se sărbătorește în perioada primăverii, în onoarea lui San Francisco de Paula. Se gătesc calderetas care se împart cu vecinii și se organizează un târg gastronomic. 

### Evenimente
Festivalul de rock din Alaquàs: festival de rock cu răspândire internațională, cunoscut sub denumirea de FRA. 

## Orașe înfrățite
- Cremona (Lombardía)
- Lanjarón (Granada)

## Legături externe
- Web del Ayuntamiento de Alacuás